# Надражі Велеславин (станція метро)
50°05′45″ пн. ш. 14°20′50″ сх. д. / 50.09583° пн. ш. 14.34722° сх. д.
Надражі Велеславин (чеськ. Nádraží Veleslavín — Вокзал Велеславин) — станція лінії A празького метрополітену, розташована між станціями Боржиславка та Петршини, району Велеславин, Прага 6. Станція відкрита 6 квітня 2015 на дільниці Дейвіцька — Немоцніце Мотол.
Колонна трисклепінна станція глибокого закладення (глибина закладення — 19,4 м) з острівною прямою платформою. Станція без колійного розвитку.
Станція знаходиться у пішій досяжності до залізничної станції Прага-Велеславина і спроєктована з урахуванням очікуваної реконструкції залізничних колій залізничної станції.
Положення станції, вестибюля і виходів на поверхню забезпечило доступ до автовокзалу, при цьому стали можливими забудова і благоустрій території між залізничними коліями та Європейською вулицею. Автобусний термінал дозволив перенести частину міських, приміських і міжміських автобусів рейсів від станції метро «Дейвіцька». Зокрема, кінцевою зупинкою автобуса 119 з празького аеропорту стала станція «Надражі Велеславина».

## Ресурси Інтернету
- Станція на неофіційному порталі Празького метро(чес.)